# Oratorio della Compagnia di San Michele della Pace
L'oratorio della Compagnia di San Michele della Pace, o oratorio dell'Agnolo, si trova in piazza Sant'Ambrogio a Firenze, davanti alla chiesa di Sant'Ambrogio.

## Storia e descrizione
Incuneato fra via di Mezzo e via dei Pilastri, l'antico oratorio dell'Agnolo fu edificato nel 1444 e restaurato nel 1559 (come si leggeva in una pietra consunta) per diventare sede della Compagnia di San Michele della Pace o del Sacramento. Durante i restauri fu trovata un'antica iscrizione con i simboli della Confraternita: S.(San) M.(Michele) P.(Pace) e le iscrizioni a sinistra; "A di 18 gennaio 1444 / sidificho (si edificò) / Restaurata il 1559" (oggi quasi illeggibile); a destra, con la sigla della Compagnia: "Pauperor Societatis /  Sa[n] Michelis delle Paci". In alto, dei due tondi in pietra, solo uno è leggibile e riporta la data 1473 e un rilievo del calice eucaristico, allusione al miracolo eucaristico di Firenze avvenuto nella'ntistante chiesa di Sant'Ambrogio.
L'oratorio ha sofferto molto per i danni prodotti dall'alluvione del 1966.
Sul fianco sinistro, in via di Mezzo si trova una buchetta con fessura per le elemosine, in cui è stata dipinta di recente una sintetica immagine sacra.
Attraverso un portale, sormontato da un timpano con la scritta Quis ut Deus, si entra nell'interno ad aula utilizzato per riunioni ed incontri. All'altare si trova un affresco alterato da ridipinture ma che potrebbe risalire alla fine del Quattrocento, di un pittore ancora non identificato. 
La Scuola di Dottrina Cristiana, fondata presso la confraternita nel 1584, possedeva, nell'oratorio, uno stendardo processionale oggi conservato al Museo della Misericordia, che raffigura, nelle due facce, Sant'Ambrogio e San Michele Arcangelo, attribuibile a Francesco Mati e databile al 1584 circa.

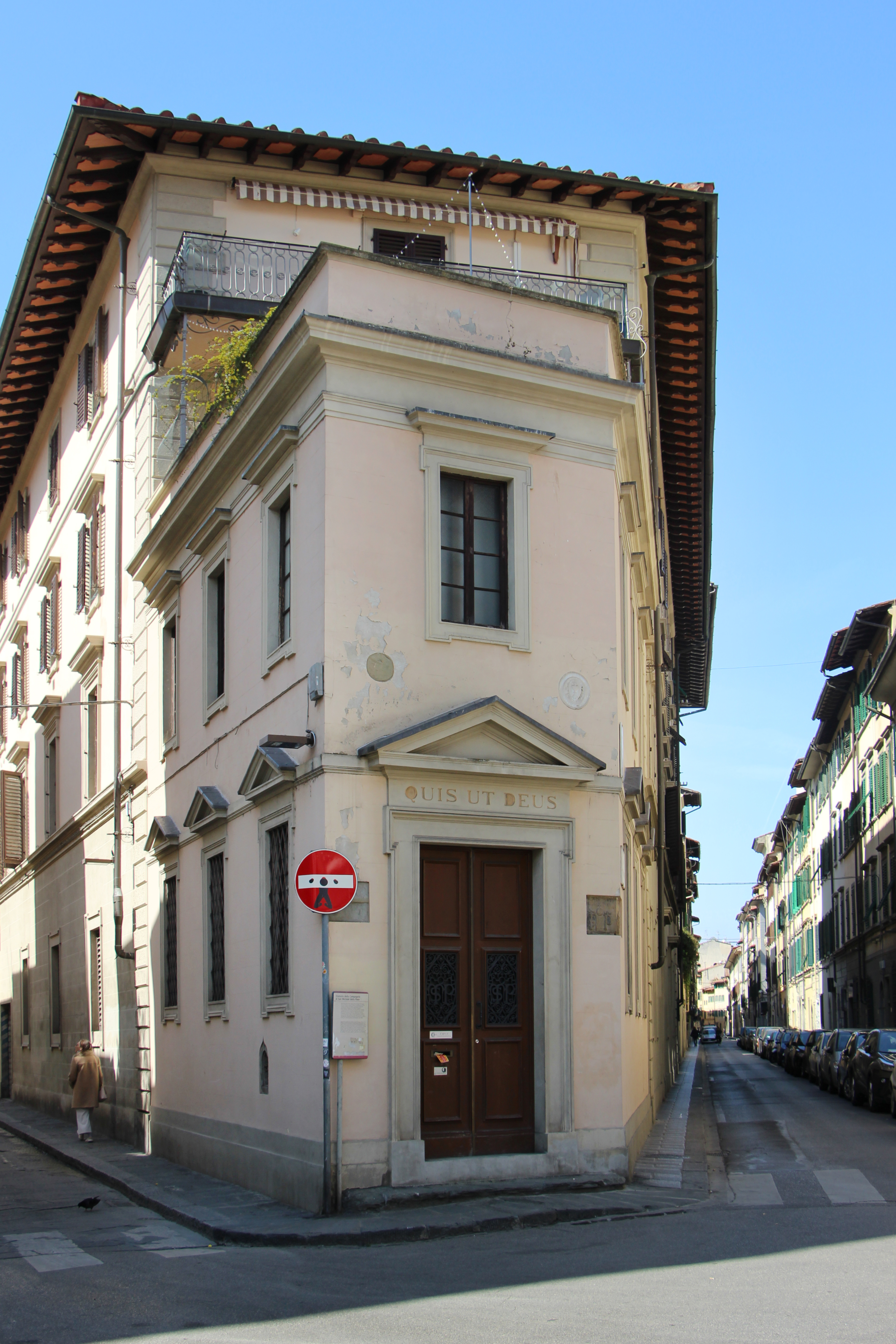
La sede
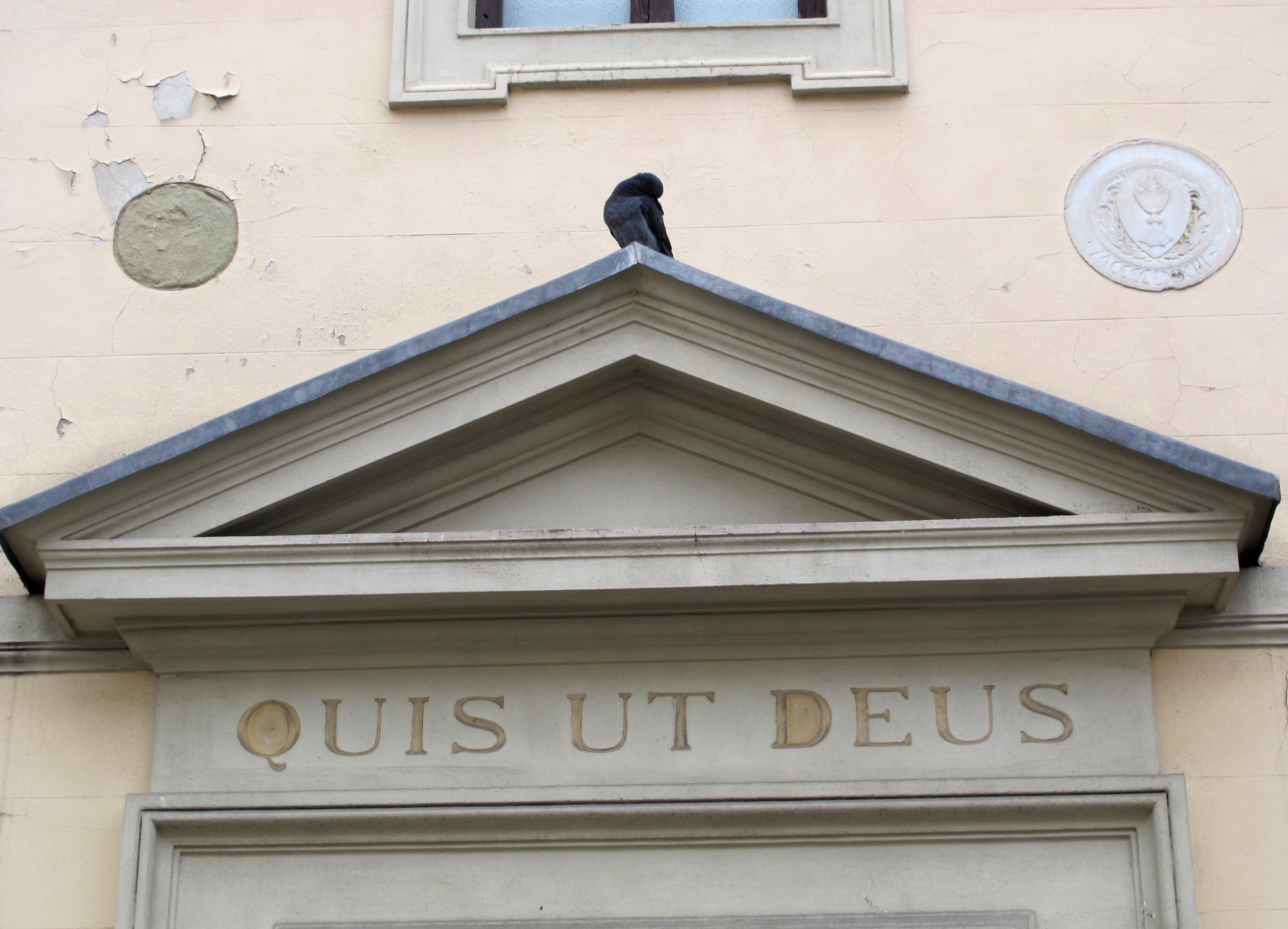
Timpano
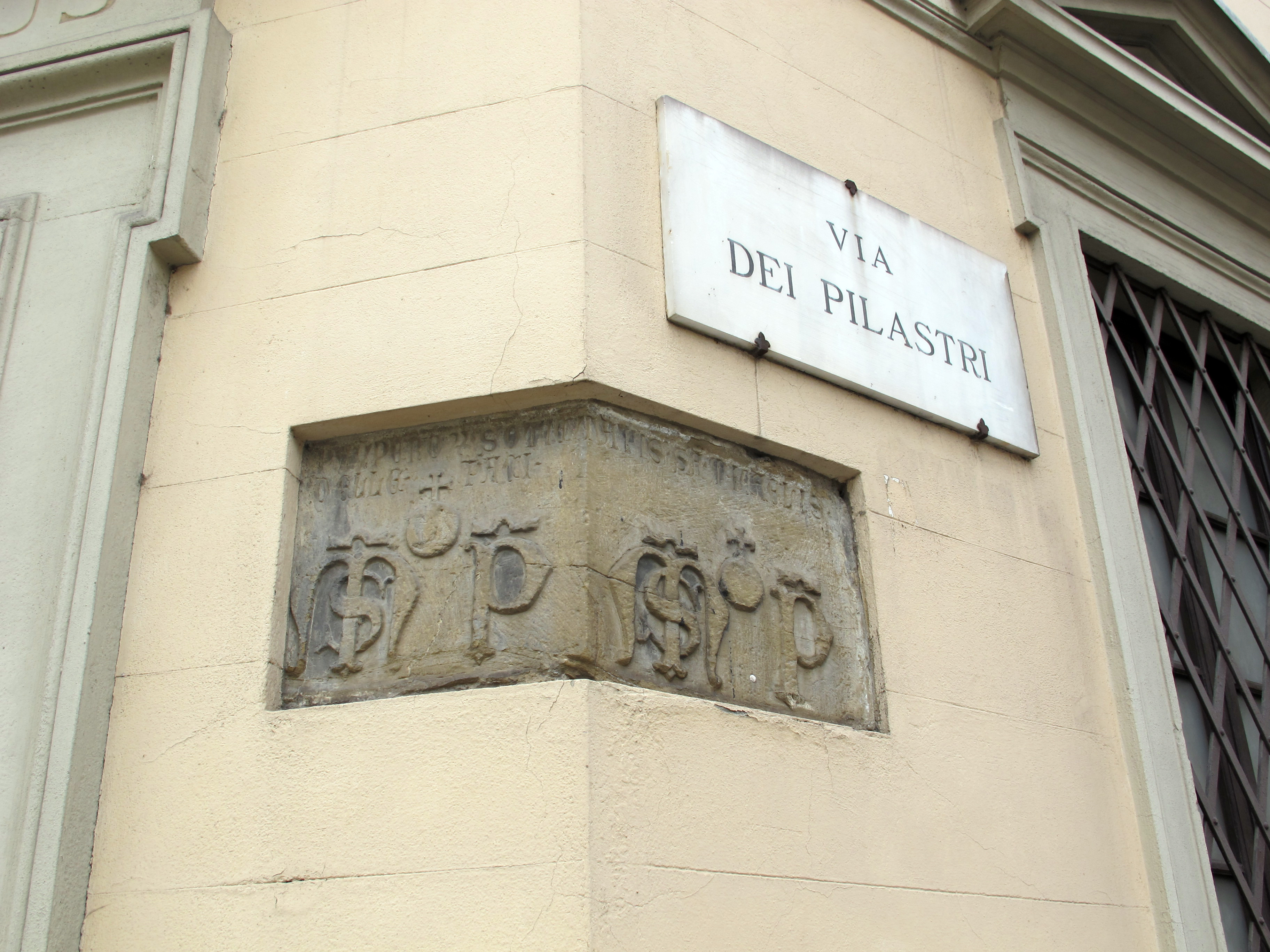
Iscrizione
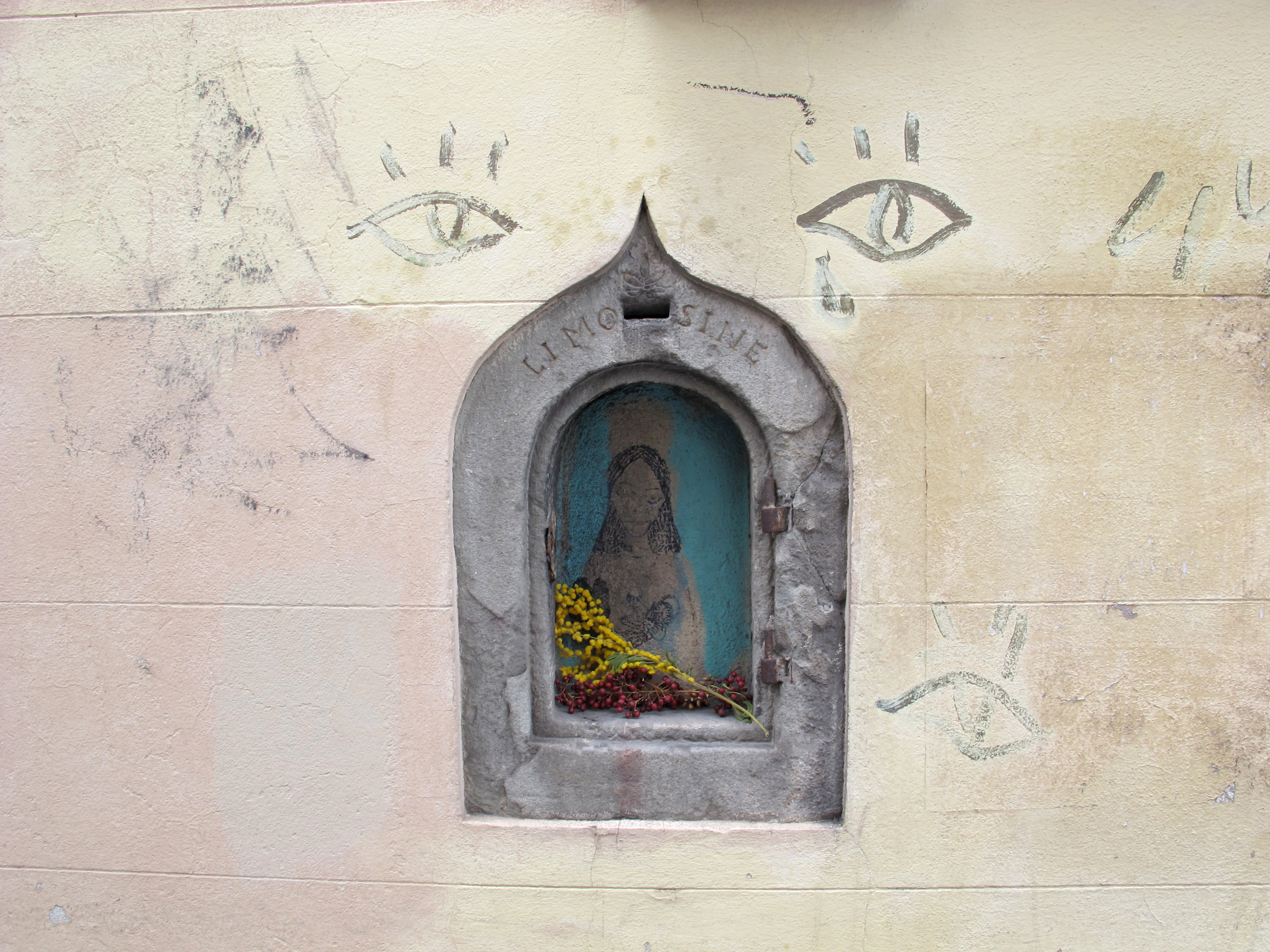
Buchetta
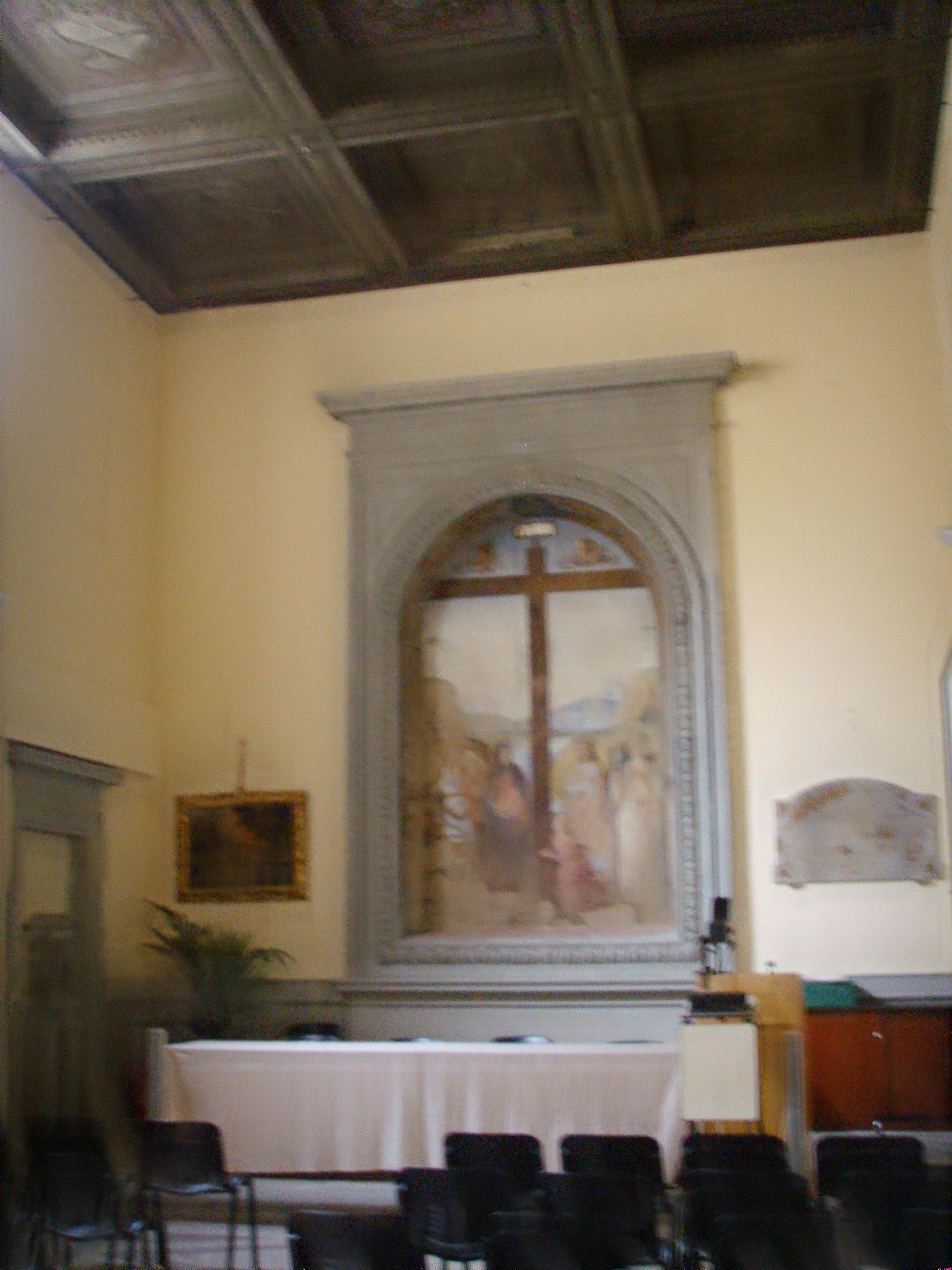
Interno dell'oratorio
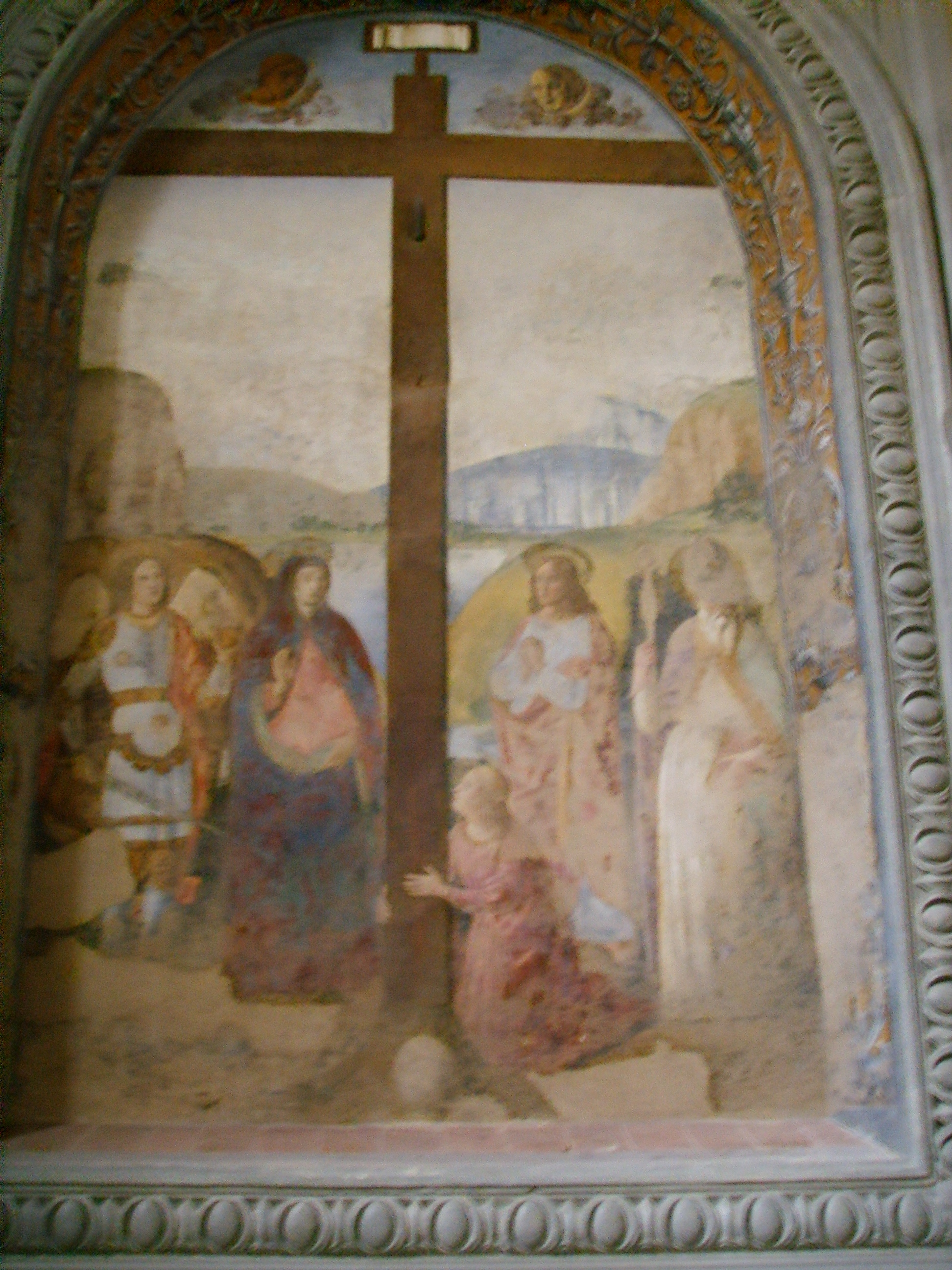
Affresco dell'altare